# Bellator 239
Bellator 239: Ruth vs. Amosov è stato un evento di arti marziali miste tenuto dalla Bellator MMA il 21 febbraio 2020 al WinStar World Casino di Thackerville negli Stati Uniti.

## Risultati
|                   | Divisione              |                      |           |                   | Metodo                                      | Round     | Tempo     | Premio    |
| Main Card         | Main Card              | Main Card            | Main Card | Main Card         | Main Card                                   | Main Card | Main Card | Main Card |
| ----------------- | ---------------------- | -------------------- | --------- | ----------------- | ------------------------------------------- | --------- | --------- | --------- |
|                   | Pesi welter            | Yaroslav Amosov      | batte     | Ed Ruth           | Decisione unanime (29-28, 29-28, 29-28)     | 3         | 5:00      |           |
|                   | Pesi leggeri           | Myles Jury           | batte     | Brandon Girtz     | Decisione unanime (29-28, 29-28, 29-28)     | 3         | 5:00      |           |
|                   | Pesi massimi           | Timothy Johnson      | batte     | Tyrell Fortune    | KO (pugno)                                  | 1         | 2:35      |           |
|                   | Pesi massimi           | Valentin Moldavsky   | batte     | Javy Ayala        | Decisione unanime (30-25, 30-24, 30-24)     | 3         | 5:00      |           |
| Card Preliminare  |                        |                      |           |                   |                                             |           |           |           |
|                   | Pesi mediomassimi      | Grant Neal           | batte     | Claude Wilcox     | KO tecnico (pugni)                          | 3         | 3:37      |           |
|                   | Pesi gallo             | Joshua Hill          | batte     | Vinicius Zani     | Decisione unanime (30-27, 29-28, 29-28)     | 3         | 5:00      |           |
|                   | Pesi piuma             | Solo Hatley          | batte     | Gaston Bolanos    | Decisione non unanime (29-28, 28-29, 29-28) | 3         | 5:00      |           |
|                   | Pesi mosca femminili   | Denise Kielholtz     | batte     | Kristina Williams | Sottomissione (rear-naked choke)            | 1         | 2:15      |           |
|                   | Pesi piuma             | Teejay Britton       | batte     | Gabriel Varga     | Decisione non unanime (29-28, 28-29, 29-28) | 3         | 5:00      |           |
|                   | Pesi gallo             | Keith Lee            | batte     | Shawn Bunch       | Decisione unanime (30-26, 29-28, 29-27)     | 3         | 5:00      |           |
|                   | Pesi mediomassimi      | Christian Edwards    | batte     | Marco Hutchison   | Decisione unanime (30-26, 30-26, 30-25)     | 3         | 5:00      |           |
| Card Postliminare |                        |                      |           |                   |                                             |           |           |           |
|                   | Pesi massimi           | Davion Franklin      | batte     | J.W. Kiser        | KO tecnico (pugni)                          | 1         | 1:40      |           |
|                   | Pesi leggeri           | Christopher Gonzalez | batte     | Aaron McKenzie    | Decisione non unanime (30-27, 28-29, 30-27) | 3         | 5:00      |           |
|                   | Pesi piuma             | Kevin Croom          | batte     | Adil Benjilany    | Decisione non unanime (29-28, 28-29, 29-28) | 3         | 5:00      |           |
|                   | Pesi piuma             | Cris Lencioni        | batte     | Salim Mukhidinov  | Decisione non unanime (28-29, 29-28, 29-28) | 3         | 5:00      |           |
|                   | Catchweight (175 lbs.) | Kyle Crutchmer       | batte     | Scott Futrell     | Sottomissione (anacanda choke)              | 1         | 2:58      |           |